# Perth (Tasmanien)

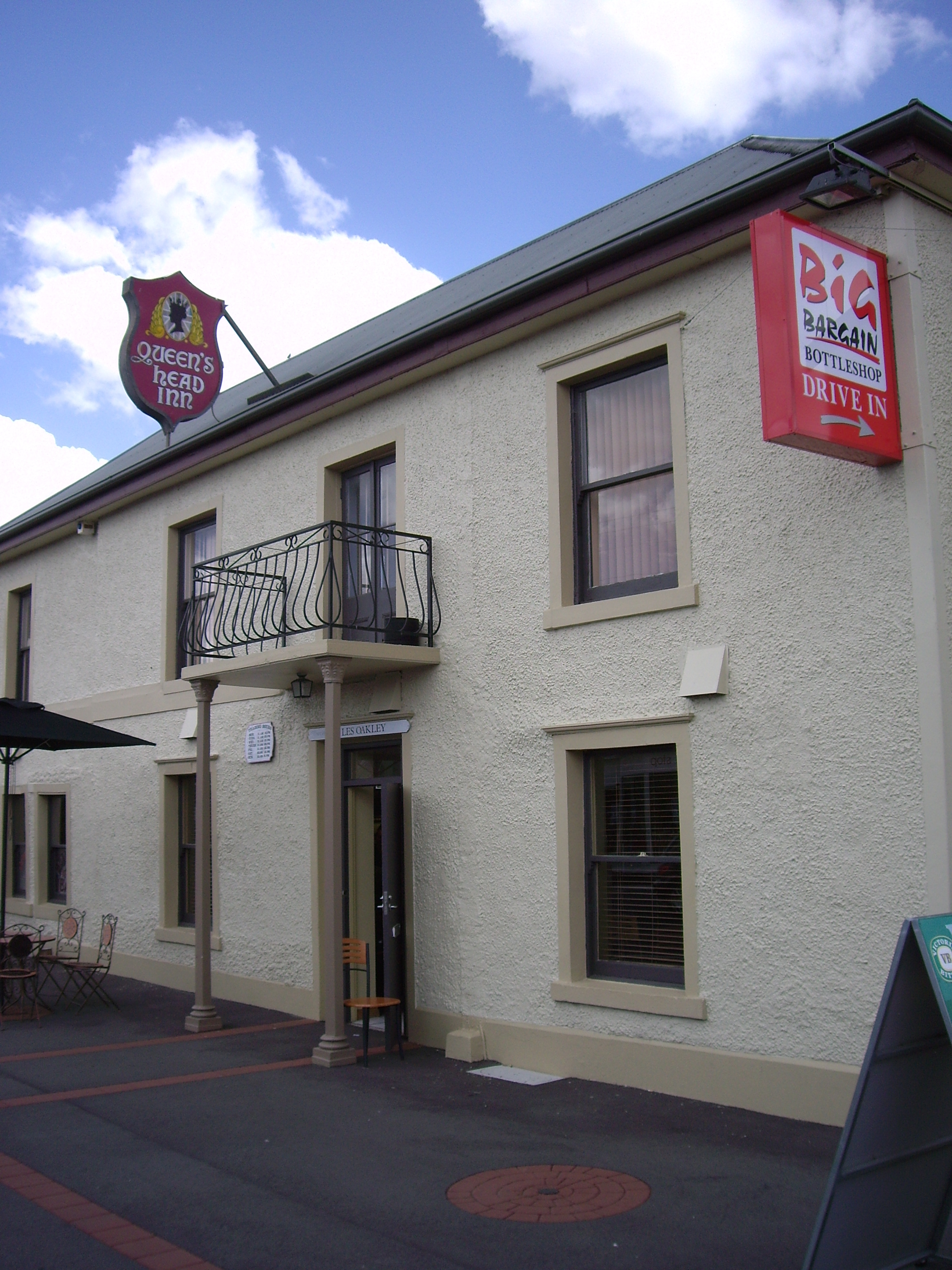
Queen’s Head Inn

Perth ist eine Kleinstadt im Nordosten des australischen Bundesstaates Tasmanien. Sie liegt 20 km südlich von Launceston am Midland Highway (N1). Die Stadt gehört zur Local Government Area Northern Midlands Municipality. Im Jahre 2001 wurde eine Bevölkerungszahl von 1.984 festgestellt und ein jährliches Bevölkerungswachstum von ca. 1 %. Bei der Volkszählung 2016 lebten 2.965 Einwohner in der Stadt.
Perth ist die erste größere Stadt auf dem Weg von Launceston nach Hobart. Dort zweigt auch die Illawarra Main Road (B52) vom Midland Highway ab um bildet für die Reisenden aus Richtung Hobart in den Nordwesten der Insel eine Umfahrungsmöglichkeit von Launceston.
Wie das nur wenige Kilometer südwestlich gelegene Longford ist besitzt auch Perth einen historischen Stadtkern mit vielen Gebäuden aus dem frühen 19. Jahrhundert.

## Gibbetierung des John McKay
1837 wurde der Körper von John McKay in der Nähe von Perth, an dem Ort, wo er Joseph Wilson ermordet hatte, gibbetiert (in einem Käfig am Galgen aufgehängt, bis der Tod durch Verdursten eintrat). Dies war fünf Jahre, nachdem die entsprechende Praxis im Vereinigten Königreich abgeschafft wurde. Es gab einen großen öffentlichen Aufschrei, aber die Leiche von McKay wurde erst entfernt, als Bekannte des Ermordeten an der Stelle vorbei kamen und vom Anblick des verrottenden Körpers des Mörders so schockiert waren, dass sie die Behörden baten, sie zu entfernen. Der Ort des Geschehens liegt am nördlichen Stadtrand rechts vom Midland Highway (in Fahrtrichtung Launceston). Ein Wegweiser weist ihn als Gibbet Hill aus.
Dies war der letzte Fall einer Gibbetierung in einer britischen Kolonie.